# Grupo DirecTV
The DirecTV Group es una empresa estadounidense dedicada a la radiodifusión y televisión por satélite, anteriormente conocida como Hughes Electronics. Fue fundada en 1994 y tiene la sede principal en El Segundo, California.

## Historia
Hughes Electronics fue formada en 1985, cuando Hughes Aircraft fue vendida por el Instituto Médico Howard Hughes a GM por 5,2 mil millones de dólares. General Motors se fusionó con Hughes Aircraft con su Delco Electronics, de la cual nació Hughes Electronics.
Hughes Electronics fundó DirecTV.
Hughes Electronics y PanAmSat acordaron fusionar sus servicios fijos por satélite en una nueva compañía que cotiza en la bolsa, también llamada PanAmSat, con Hughes Electronics como accionista mayoritario.
Hughes Aircraft (La industria aeroespacial y de defensa, de Hughes Electronics) se fusionó con Raytheon. 
En diciembre de 2003, GM perdió el interés en el resto de las empresas, por ende, DirecTV, DirecTV Latin America, PanAmSat y Hughes Network Systems fueron vendidas a News Corporation, haciéndose con el 39% de las acciones de la compañía, además, varios ejecutivos de DirecTV tenían fuertes vínculos con News Corp, incluyendo a Chase Carey.
PanAmSat fue vendida a Kohlberg Kravis Roberts & Co. en agosto.
En noviembre de 2006, News Corporation acordó transferir su participación en DirecTV Group a John C. Malone, dueño de Liberty Media.
El 4 de mayo de 2009, DirecTV Group Inc. pasaria a ser parte de Liberty Media, como una compañía separada llamada DirecTV. Liberty aumentaría su cuota del 48% al 54%, con Malone y su familia siendo propietarios del 24% de las acciones.
La compañía resultante será la propietaria de Game Show Networks, FUN Technologies y tres redes deportivas regionales que forman parte de Liberty.
El 18 de noviembre de 2009, se anunció que DirecTV contrató al ex CEO de Pepsi Michael White, como su nuevo Presidente, comenzando el 1 de enero de 2010.